# Here I Am (Patty Loveless-låt)
Here I Am är en sång skriven och komponerad av av Tony Arara, och insjungen på skiva av Patty Loveless våren 1994 (norra halvklotet) och utgiven av henne på skivalbumet When Fallen Angels Fly 1994 samt släppt på singel den 12 november samma år. Låten låg i 20 veckor på USA:s countrysingellista, med topplaceringen #4 den 18 februari 1995.
Låten låg i 20 veckor på USA:s countrysingellista, med en fjärdeplats i februari 1995 som högsta placering där.

## Bakgrund
"Here I Am" är en "göra slut"-låt, och Patty Loveless tänkte först att hela albumet skulle bära låtens titel, men tyckte senare det var opassande, då hon menade att det känns om "Här är jag! Du vet och här är Patty Loveless". Jag är inte sådan, faktiskt tenderar jag att ibland vara lite blyg och tyckte inte det passade mig. Det passade inte vad albumet handlade om, och jag kände att det lät för egoistiskt. Jag tycker inte jag är sådan.
Sången skrevs av Tony Arata och är en låt om brustna hjärtan och att göra slut, och hur en nära relation kan falla samman. Med orden "... carry a flame for you, burnin' me like a brand" visas att personen aldrig börjat tänka på andra, och inte kan komma över det, och försöker säga, 'Come on back, I made a mistake.' "And my pride was stronger when I was younger. Now I'd rather have you to know, that here I am.....".

## Listplaceringar
| Lista (1995)                                 | Topplacering |
| -------------------------------------------- | ------------ |
| Kanada (RPM Country Tracks)                  | 11           |
| USA (Billboard Hot Country Singles & Tracks) | 4            |

## Årslistor
| Lista (1995)                | Placering |
| --------------------------- | --------- |
| Canada Country Tracks (RPM) | 91        |

### Fotnoter
1. ↑  Kevin John Coyne (31 mars 2022). ”Patty Loveless, "Here I Am"” (på engelska). Country Universe. https://www.countryuniverse.net/2022/03/31/every-1-single-of-the-nineties-patty-loveless-here-i-am/. Läst 22 maj 2024.
2. ↑  ”RPM Top 100 Country Tracks of 1995” (på engelska). RPM. 18 december 1995. http://www.collectionscanada.gc.ca/rpm/028020-119.01-e.php?brws_s=1&file_num=nlc008388.2838&type=1&interval=24. Läst 13 februari 2017.